# Traszka
Traszki, trytony – płazy ogoniaste (Caudata) o wodno-lądowym trybie życia z rodziny salamandrowatych (Salamandridae).
Wszystkie krajowe gatunki płazów, m.in. traszek, są w Polsce objęte ochroną prawną (na mocy Rozporządzenia Ministra Ochrony Środowiska, Zasobów Naturalnych i Leśnictwa z dnia 6 stycznia 1995 r.)

## Gatunki w Polsce[3]
- traszka górska (Mesotriton alpestris)
- traszka grzebieniasta (Triturus cristatus)
- traszka karpacka (Lissotriton montandoni)
- traszka zwyczajna (Lissotriton vulgaris)

## Gatunki poza granicą Polski[4]
- traszka bladoskóra (Triturus carnifex)
- traszka helwecka (Lissotriton helveticus)
- traszka hongkońska (Paramesotriton hongkongensis)
- traszka marmurkowa (Triturus marmoratus)
- traszka naddunajska (Triturus dobrogicus)
- traszka syberyjska (Salamandrella keyserlingii)
- traszka Karelina (Triturus karelinii)
- traszka chińska (Cynops orientalis)
- traszka ognista (traszka japońska)[5] (Cynops pyrrhogaster)
- traszka Waltla (Pleurodeles waltl)